# کوئنا میترا
کوئنا میترا (انگلیسی: Koena Mitra؛ زادهٔ ۷ ژانویهٔ ۱۹۸۴) یک هنرپیشه اهل هند است. وی از سال ۲۰۰۲ میلادی تاکنون مشغول فعالیت بوده‌است.
او در فیلم انسان، مسافر، اصل، من عاشقی کرده‌ام و آنامیکا بازی کرده‌است.